# Rivière Missisicabi
Pour les articles homonymes, voir Missisicabi.
La rivière Missisicabi un cours d'eau du Québec et de l'Ontario coulant en Jamésie et dans le district de Cochrane. 

## Toponymie
D'origine amérindienne, l'appellation de la rivière est antérieure au XXe siècle. Une carte de 1904 attribue le toponyme "Michicaban" à cette rivière. Une autre de 1905 désigne la rivière « Missisicabi » ou « Big River ».
La graphie « Missisicabi » s'avère une adaptation du mot « misikapu », signifiant « grande eau ». Les Cris désignent ce cours d'eau sous l'appellation « Iskaskunikan Sipi », signifiant « rivière où se retrouve une cache en bois ».

## Géographie
La rivière Missisicabi prend sa source au Québec à Eeyou Istchee Baie-James. Elle coule en direction nord sur une longueur de 151 km, dont les 12 km inférieur sont en Ontario pour se jeter dans la baie Hannah, au sud de la baie James. Elle reçoit dans son cours les rivières Missisicabi Est, Obamsca et Missisicabi Ouest. Son bassin versant recouvre 4 299 km2.